# Haringteller
Een haringteller was een manspersoon die zich tot even voorbij het midden van de negentiende eeuw in deeltijd bezighield met – zoals de naam al aanduidt – het tellen van eerder aangevoerde haring. De aangeduide persoon maakte deel uit van een eenheid van haringtelders, zoals deze lieden officieel werden aangeduid. Een dergelijke eenheid was gefundeerd op wetgevingen met betrekking tot de voornoemde bezigheid. Deze eenheden zullen ongetwijfeld een duidelijke mate van bestaansrecht hebben gekend in alle Zijdse - en Zuiderzeedorpen van waaruit men visserij op haring bedreef. De hier weergegeven omschrijving is overigens beperkt tot wat daarover bekend is bij dorpen aan de Noordzeekust.

## Afwijkende scheepstypes
Het tellen van haring vond plaats en had te maken met omstandigheden waarom haring werd aangevoerd en verwerkt anders dan in het geval van haringsteden als Maassluis, Vlaardingen, Schiedam en ooit ook Rotterdam. De Noordzeedorpen waaronder Ter Heijde, Scheveningen, Katwijk, Noordwijk, Zandvoort en Egmond beschikten over een totaal ander type vissersschepen dan de Maassteden Kenden voor de Noordzeevisserij uitgeruste gekielde schepen als hoekers, buizen en de daaropvolgende sloepen havens waar zij konden aanmeren, bij de Noordzeedorpen ontbraken deze vanwege hun ligging aan een kust. Door enerzijds het gemis van een haven maar met anderzijds wél een intentie om zeevisserij te bedrijven ontstond bij Hollandse kustplaatsen een ontwikkeling van schepen met een platboomde, ongekielde, onderzijde: eerst de pink (vaartuig) pink en daaropvolgend de schuit of bomschuit. Deze was gezien haar voorkomen plomp, overmatig breed, en daardoor traag in het voortbewegen.

## Vissen op plat- en rondvis
De Noordzeevisserij met het voornoemde type vissersschip vond voornamelijk plaats dicht bij de Noordzeekust en daarbij niet te ver verwijderd van de woonplaatsen van hun vissers. Hun vangsten betroffen platvis als schol, schar, tong en tarbot en daarnaast was in hun vangsten inbegrepen rondvis als schelvis. De visserij werd uitgevoerd met twee sleepnetten. Alhoewel tegenwoordig bij de boomkorvisserij nog steeds met twee sleepnetten wordt gevist is er een opmerkelijk verschil tussen tóén en nú. Wanneer bij de toenmalige sleepnetvisserij door middel van een boom een eerste sleepnet in zee was neergelaten werd aan dezelfde zijde met een langere boom een tweede net in zee gezet. Dit net was ten opzichte van het vissende schip voorzien van langere lijnen dan het eerste net waardoor het uiteindelijk achter het eerste net in zee zijn plaats vond. Dit nu betrof de zeevisserij, zoals die door de Zijdenaren regulier werd toegepast. Het vissen op haring zoals hierna staat weergegeven lag voor deze kustdorpen bij wetgeving eerst goeddeels buiten hun bereik.

## Breuk in de reguliere visserij
De vissers die met hun schepen binnen de Groote Visscherij op haring visten begonnen daarmee op 25 juni en dit in de Noordzee ter hoogte van de Shetlandeilanden. Die haringvisserij verliep gestadig, zich daarbij verplaatsend van noord naar zuid. Rond september was de haringvisserij ter hoogte van de Hollandse kust verschenen. En bij het verschijnen daarvan gold voor de kustvissers een tijdelijke vrijdom van díé wetgeving welke normaliter op hen rustte. Zij konden zich onbeperkt bewegen en vrijuit vissen tussen de schepen van de Groote Visscherij. Voor het vissen op haring waren overigens andere netten nodig. Het zuilnet, ook wel als schrobnet aangeduid, maakte op zo'n moment plaats voor een reeks met elkaar verbonden haringnetten, welke samen een vleet vormden. Maar alhoewel de vissers van de kustdorpen dus wél op haring mochten vissen was een verwerking van haring zoals de Maassteden deze betrachtte niet aan de orde, enerzijds omdat zo'n bewerking niet haalbaar was gezien de bouw van het vissende schip en anderzijds omdat een wet iets dergelijks niet toestond. Kort toegelicht ging het erom dat volgens de grote haringsteden de kustvissers de kunst van het kaken niet verstonden waardoor in dezen bij het exporteren daarvan grote schade zou worden toegebracht aan de goede naam van Holland. De haringsteden kregen met hun visie het gelijk van de wetgever. Een Collegie dat de haringsteden in Holland vertegenwoordigde was in datzelfde Holland almachtig. Maar buiten het zojuist weergegeven argument was destijds in werkelijkheid de schuit ook te klein van omvang en te traag van het voortbewegen om binnen een zekere tijdspanne de afstanden naar haringgronden te realiseren.

## Haring tellen: deInstructie
Het staat vast dat de kustvissers evenals de haringsteden een vleet hebben gehanteerd als materiaal voor hun haringvisserij Maar ging men er bij de schepen van de haringsteden vervolgens toe over om de haring na het kaken in tonnen te conserveren, bij de schuiten stortte men de vangst onbewerkt op het dek of mogelijk in open bekistingen, krebben of krebbes geheten. Omdat het recht tot het kaken van haring bij ordonnantie beperkt bleef tot de Maassteden moesten de vloten van de kustdorpen hun haringvangsten vers aanvoeren. De kopers van hun haringvangsten waren niet zozeer viskopers als wel plaatselijk functionerende haringrokers. Omdat los op het scheepsdek gestorte of in krebbes gedeponeerde haring voor haringrokers weinig inzicht gaf ten aanzien van de aantallen die zij wilden kopen, werden daarvoor door plaatselijke overheden zekere wettelijke maatregelen getroffen. Sindsdien was een wettelijk voorgeschreven korps van haringtellers - vermoedelijk zelfs meer dan een - als eenheid ontstaan. In een aangetroffen Instructie gaat het over Telders van den verschen haring. De leiding van een dergelijke eenheid lag in handen van een zogenoemde opperhoofdman. Deze werd geassisteerd door twee zogeheten onderhoofdluiden of onderhoofdlieden. Rechtstreeks onder deze laatstgenoemden fungeerden de haringtellers. Over hun aantal binnen één dergelijke eenheid bestaan voor zover bekend geen gegevens maar gezien de omvang van het dek van toenmalige schuit valt te denken aan een vijf- of zestal tellers, per eenheid tellend en werkend op een schuit.

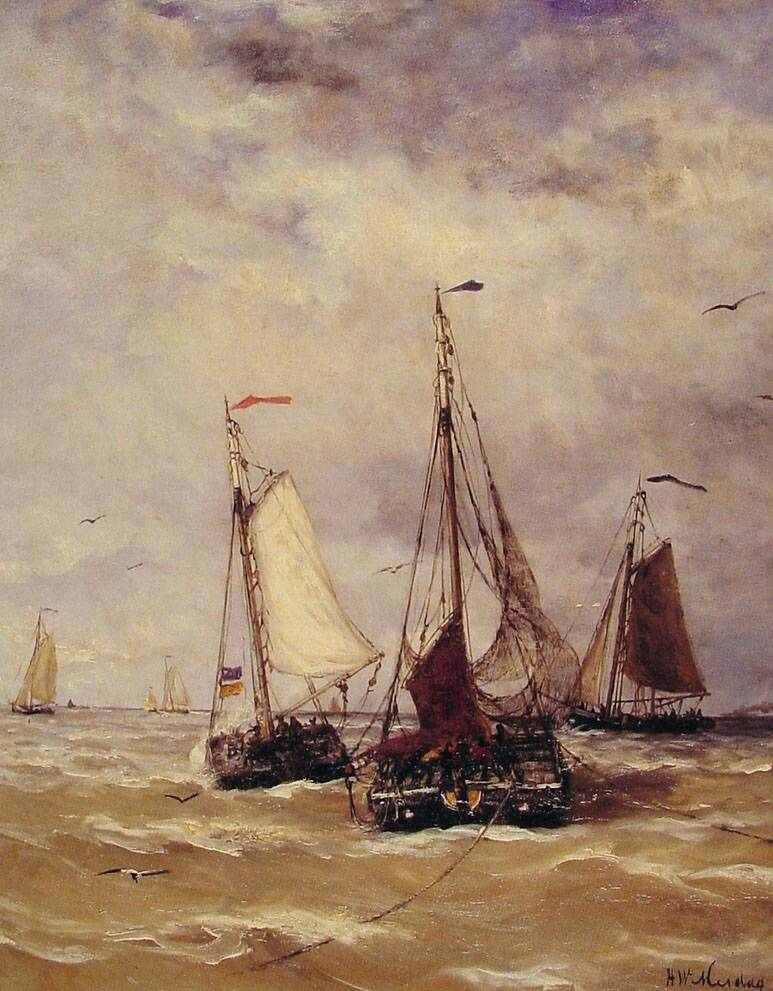
Bomschuiten, geschilderd door H.W. Mesdag

## Grote en kleine manden
Zekere voorschriften tonen het gebruik aan van manden en zijgers Omdat knoeien en frauderen iets van alle jaren is moesten destijds de in gebruik zijnde manden en zijgers zijn geijkt. Daarna werden ze voorzien van een eigen stempel van het dorp waartoe de kustvloot behoorde. Scheveningen kreeg op de manden en zijgers een ooievaar dit omdat Den Haag voor Scheveningen alle wetten, instructies en ordonnanties die betrekking hadden op de zeevisserij en op alles wat daaraan was gerelateerd verzorgde. De inhoud van de manden is voor zover bekend niet voorhanden. Een voorzichtige schatting zou mogen zijn 300 tot 400 haringen; in het geval van de zijgers zou kunnen worden gedacht aan 100 tot 200 haringen. Om een en ander zo goed mogelijk onder controle te hebben en te houden stelde een der Onderhoofdlieden zich op aan de voorzijde van de op het strand aangelande vaartuig. Zijn metgezel nam plaats aan de achterzijde daarvan. Hun aanwezigheid ter plekke was tweeledig. Alles wat binnen hun eenheid plaatsvond moest door hen worden opgemerkt en, waar nodig, worden gelaakt. Daarnaast moesten zij onder het gehoor blijven van 'hun' haringteller wanneer deze hem iets toeriep. De beloning van een haringteller was namelijk gekoppeld aan het duizendtal haringen dat door zijn handen was gegaan. De beloning van een haringteller daarbij was 25 cent per 1000 haringen. Men zou, uitgaande van de gegeven schattingen der manden en zijgers, kunnen stellen dat een teller bij twee manden van 300 en twee 'zijgers' van 100 zijn taks had bereikt.

## Plankjes, beloningen en regels
Een haringteller zal zijn voorlopig behaalde resultaat - een door hem bereikt duizendtal - naar mag worden aangenomen steeds voldoende luid aan 'zijn' onderhoofdman hebben toegeroepen om de laatstgenoemde te attenderen op het plaatsen van een turfje. Een onderhoofdman beschikte in zijn hoedanigheid over een plankje dat in de ordonnantie ook wel als een borretje werd omschreven. Elkeen van 'zijn' ploeg zal, naar mag worden aangenomen, op het plankje een eigen kolommetje hebben gehad waarop een onderhoofdman de door 'zijn' tellers behaalde duizendtallen met een krijtje vastlegde. Een opperhoofdman droeg de algehele verantwoordelijkheid en had de gehele gang van zaken onder zich. Het weerspreken van een Opperhoofdman door een ondergeschikte was voor de eerstgenoemde een reden, de desbetreffende ondergeschikte te bestraffen en dit door een acht dagen durend werkverbod. Een Opperhoofdman diende bij het overlijden van een onderhoofdman of een haringteller daarvan melding maken bij de plaatselijke schout. De laatstgenoemde zorgde dan voor één, of waar nodig, voor meer nieuwe bekwaame personen. Diegene die door dronkenschap onbekwaam was bevonden, moest het dek van het schip verlaten en mocht daarop niet meer terugkeren. Van hetzij een onderhoofdman, hetzij een haringteller, die samenspande met een of meer haringrokers of met een of meer voerlieden die de haring afvoerde, werd zijn vergoeding voor het tellen over een vol jaar verbeurd verklaard ten gerieve van Diaconie-Armen. Alvorens de periode aanving waarin op haring zou worden gevist moest een Opperhoofdman zich vervoegen bij een plaatselijke schepen. De opperhoofdman moest bij deze ambtenaar aantonen dat zijn eenheid of zijn eenheden haringtellers en onderhoofdlieden voltallig was.

## Het schouwen van de haring
Tot de taak van de Opperhoofdman behoorde bovendien het oproepen van voerlieden die in een eerder vastgelegde volgorde met hun wagens over het strand bij een der schepen moesten voorrijden om de daar gevulde manden en zijgers naar het dorp te brengen. Alvorens de manden en zijgers het dek van de te lossen schuit verlieten, stelde de Opperhoofdman opnieuw zijn onderhoofdlieden op, de eerste vóór en de andere áchter de schuit, dit ter voorkoming van malversaties of ongelukken tijdens het laden van de wagen. De volgeladen wagens reden vervolgens vanaf het strand naar een centrale, maar ook ruime, plaats in een vissersdorp. Op den duur trof men daar de gevulde wagens, vele of weinige al naargelang de omvang der vangsten van de vloot. De wagens werden geplaatst in een rij achter elkaar. De partijen haring op een wagen waren zodanig gekenmerkt dat men bij een later volgende afslag kon weten aan welke stuurman van een schuit welke partij haring toebehoorde. Na dit schouwen van de haring werd in een nabijgelegen verkooplokaal de haring afgeslagen. De volgende activiteiten aangaande deze haring werd ten slotte het proces van het roken van de haring tot bokking.

## Wet van 1857
Naast velerlei andere ge- en verboden en adviezen impliceerde deze wet dat voortaan álle op haring vissende schepen deze vorm van visserij mochten toepassen gedurende de teelt. Waarschijnlijk is het vissen op verse haring door de Zijdse kustvloot voorlopig nog wel aangehouden door de toegenomen omvang van de schuiten. Die konden langer in zee blijven door de berging van meer zout, meer tonnen en meer bemanningsleden. Door dit alles konden hun vangsten meer dan voorheen aan boord worden gesteurd. Hun terugloop verliep echter versneld ondanks een schijnbare meerwaarde door de komst en de vervolgens turbulente toename van de logger. Deze specifieke haringvisser kon in het najaar evenzeer onder de Hollandse wal op haring vissen en deze gesteurd aanvoeren. De concurrentie werd te groot en de van de meeste kustdorpen werden de schuiten verleden tijd en met deze ongetwijfeld haringtellers.